# Kabinett Milbradt II
Das Kabinett Milbradt II amtierte von 2004 bis 2008 als Sächsische Staatsregierung. Die Wahl zum 4. Sächsischen Landtag am 19. September 2004 endete für die bis dahin allein regierende CDU und ihren Spitzenkandidaten Georg Milbradt mit dem Verlust der absoluten Mehrheit im Landesparlament. Im Vergleich zur Landtagswahl 1999 verlor die Regierungspartei 15,8 Prozentpunkte und erreichte nur noch 41,1 Prozent der gültigen Zweitstimmen. Damit blieb die CDU Sachsen stärkste Fraktion im Landtag, war aber nun erstmals auf einen Koalitionspartner angewiesen.
In der 2. Sitzung des Sächsischen Landtags am 10. November 2004 wurde Georg Milbradt von den Abgeordneten zum Ministerpräsidenten gewählt. Dafür war ein zweiter Wahlgang erforderlich, da Milbradt im ersten Wahlgang die Mehrheit der Abgeordneten (63 Stimmen) mit 62 auf ihn entfallenen Stimmen verfehlte. Der zweite Wahlgang war erfolgreich, weil nun die einfache Mehrheit zur Wahl genügte; Milbradt erhielt erneut nur 62 Stimmen. Damit fehlten ihm sechs Stimmen aus den Reihen der CDU/SPD-Koalition. Der NPD-Kandidat Uwe Leichsenring erhielt in beiden Wahlgängen je 14 Stimmen.
In der 3. Landtagssitzung am 11. November 2004 wurden die Staatsminister vor dem Landtag vereidigt. Die SPD besetzte das Wirtschafts- und Wissenschaftsministerium und ihr Landesvorsitzender Thomas Jurk amtierte zudem als stellvertretender Ministerpräsident.
Nachdem zwei Kabinettsumbildungen im Herbst 2007 keine dauerhafte Entlastung in der Affäre um die „Sachsen LB“ gebracht hatten, erklärte Georg Milbradt am 27. Mai 2008 seinen Rücktritt vom Amt des Ministerpräsidenten. Zu seinem Nachfolger wurde einen Tag später der bisherige Finanzminister Stanislaw Tillich gewählt.
Das „Kabinett Milbradt II“ blieb bis zur Amtsübernahme der durch Stanislaw Tillich gebildeten neuen Staatsregierung am 18. Juni 2008 geschäftsführend im Amt.

## Mitglieder der Staatsregierung
| Amt                                          | Name                                                                               | Partei | Partei |
| -------------------------------------------- | ---------------------------------------------------------------------------------- | ------ | ------ |
| Ministerpräsident                            | Georg Milbradt (bis 27. Mai 2008)                                                  |        | CDU    |
| Stellvertreter des Ministerpräsidenten       | Thomas Jurk                                                                        |        | SPD    |
| Staatsminister für Wirtschaft und Arbeit     | Thomas Jurk                                                                        |        | SPD    |
| Staatsminister des Innern                    | Thomas de Maizière (bis 22. November 2005) Albrecht Buttolo (ab 24. November 2005) |        | CDU    |
| Staatsminister der Finanzen                  | Horst Metz (bis 27. September 2007) Stanislaw Tillich (ab 28. September 2007)      |        | CDU    |
| Staatsminister der Justiz                    | Geert Mackenroth                                                                   |        | CDU    |
| Staatsminister für Kultus                    | Steffen Flath                                                                      |        | CDU    |
| Staatsministerin für Wissenschaft und Kunst  | Barbara Ludwig (bis 13. September 2006) Eva-Maria Stange (ab 14. September 2006)   |        | SPD    |
| Staatsministerin für Soziales                | Helma Orosz                                                                        |        | CDU    |
| Staatsminister für Umwelt und Landwirtschaft | Stanislaw Tillich (bis 27. September 2007) Roland Wöller (ab 28. September 2007)   |        | CDU    |
| Staatsminister und Chef der Staatskanzlei    | Hermann Winkler (bis 6. November 2007) Michael Sagurna (ab 7. November 2007)       |        | CDU    |

## Sächsische Staatsministerien und Staatssekretäre
Die Staatssekretäre sind die obersten Beamten des Freistaates Sachsen. Sie fungieren als Amtschefs der Staatsministerien, leiten einzelne Geschäftsbereiche oder übernehmen Sonderaufgaben.
| Staatskanzlei und Staatsministerien                         | Staatssekretär |
| ----------------------------------------------------------- | --- |
| Sächsische Staatskanzlei                                    | Andrea Fischer (16. November 2004 bis 15. Oktober 2007) Michael Sagurna (15. Oktober 2007 bis 7. November 2007)                                                                                       |
| Sächsisches Staatsministerium des Innern                    | Albrecht Buttolo (bis 24. November 2005) Staatssekretär für Landesentwicklung, Städtebau und Wohnungswesen Jürgen Staupe (29. November 2004 bis 30. Juni 2007) 1 Andrea Fischer (ab 15. Oktober 2007) |
| Sächsisches Staatsministerium der Finanzen                  | Wolfgang Voß |
| Sächsisches Staatsministerium der Justiz                    | Gabriele Hauser |
| Sächsisches Staatsministerium für Kultus                    | Hansjörg König |
| Sächsisches Staatsministerium für Wissenschaft und Kunst    | Frank Schmidt (bis März 2006) Knut Nevermann (ab 1. April 2006) |
| Sächsisches Staatsministerium für Wirtschaft und Arbeit     | Christoph Habermann (bis 31. Juli 2007) Hartmut Mangold (ab 1. August 2007) |
| Sächsisches Staatsministerium für Soziales                  | Albert Hauser |
| Sächsisches Staatsministerium für Umwelt und Landwirtschaft | Jürgen Staupe (ab 1. Juli 2007) |